# Frank Carlucci
Frank Charles Carlucci III (født 18. oktober 1930, død 3. juni 2018) var en amerikansk diplomat og politiker fra det Republikanske Parti. Mellem 23. november 1987 og 20. januar 1989 var han forsvarsminister i præsident Ronald Reagans regering.
1975 til 1978 var han amerikansk ambassadør til Portugal under præsident Gerald Ford. Fra 1986 og indtil hans tiltræden som forsvarsminister var Carlucci National Security Advisor (præsidentens nationale sikkerhedsrådgiver (en)), også under præsident Reagan.